# Mitsutoshi Watada
Mitsutoshi Watada (和多田 充寿?, Watada Mitsutoshi; Kōbe, 26 marzo 1976) è un ex calciatore giapponese, di ruolo attaccante.